# Оговорки Института лондонских страховщиков
Оговорки Института лондонских страховщиков (англ. Institute Cargo Clauses, ICC )— условия страхования грузов, подготовленные Институтом лондонских страховщиков.  В основу положены нормы международного права.
Данные условия страхования признаны в большинстве стран мира и положены в основу правил страхования большинства страховых компаний мира.
С 1982 года действуют оговорки, обозначаемые буквами:
1. А. Обеспечивают наибольшее покрытие рисков.
2. B. Обеспечивают покрытие от пяти групп рисков:
  - огонь, молния, буря, вихрь, другие стихийные бедствия, крушение или столкновение судов, самолётов и других перевозочных средств между собой или удар их о неподвижные или плавучие предметы, посадка судна на мель, провал мостов, взрыв, повреждение судна льдом, подмочка забортной водой;
  - пропажа судна или самолёта без вести;
  - несчастные случаи при погрузке, укладке, выгрузке груза и приёме судном топлива;
  - общая авария;
  - все необходимые и целесообразные произведённые расходы по спасанию груза, а также по уменьшению убытка и по установлению его размера, если убыток возмещается по условиям страхования.
3. C. Обеспечивают минимальное покрытие рисков.

До 1982 года оговорка А имела аббревиатуру AR (англ. all risks) или AAR (against all risks); оговорка B — WPA (with particular average); оговорка C — FPA (free from particular average).